# شوبیش گمونت
شهر شوِبیش گموند (به آلمانی: Schwäbisch Gmünd) در ایالت بادن-وورتمبرگ در کشور آلمان واقع شده‌است.